# Atletismo nos Jogos Olímpicos de Verão de 2020 - 200 m masculino
O evento dos 200 metros rasos masculino nos Jogos Olímpicos de Verão de 2020 aconteceu nos dias 3 e 4 de agosto de 2021 no Estádio Olímpico. Aproximadamente cinquenta atletas participaram; incluindo cinco por vagas de universalidade.
Pela primeira vez desde 1928, o Canadá levou a medalha de ouro nesse evento, com Andre De Grasse atingindo a marca de 19.62 s. Com isso tornou-se o 12º homem a vencer múltiplas medalhas nos 200 metros, junto a sua de prata em 2016. Kenneth Bednarek e Noah Lyles, ambos estadunidenses, conquistaram a prata e o bronze, sendo a primeira vez em que atletas dos Estados Unnidos subiram ao pódio desde 2008.

## Qualificação
Um Comitê Olímpico Nacional (CON) pode inscrever até 3 atletas qualificados no evento masculino de 200 metros desde que todos os atletas atendam ao padrão de inscrição ou se classifiquem pelo ranking durante o período de qualificação (o limite de 3 está em vigor desde o Congresso Olímpico de 1930). O tempo padrão a qualificação é 20.24 segundos. Este padrão foi "estabelecido com o único propósito de qualificar atletas com desempenhos excepcionais incapazes de se qualificar através do caminho do Ranking Mundial da IAAF". O ranking mundial, baseado na média dos cinco melhores resultados do atleta durante o período de qualificação e ponderado pela importância do evento, é usado para qualificar os atletas até que o limite de 56 seja alcançado.
O período de qualificação foi originalmente de 1 de maio de 2019 a 29 de junho de 2020. Devido à pandemia de COVID-19, este período foi suspenso de 6 de abril de 2020 a 30 de novembro de 2020, com a data de término estendida para 29 de junho de 2021. O início do período do ranking mundial a data também foi alterada de 1 de maio de 2019 para 30 de junho de 2020; os atletas que atingiram o padrão de qualificação naquela época ainda estavam qualificados, mas aqueles que usavam as classificações mundiais não seriam capazes de contar os desempenhos durante esse tempo. Os padrões de tempo de qualificação podem ser obtidos em várias competições durante o período determinado que tenham a aprovação da IAAF. Apenas competições ao ar livre eram elegíveis para arrancadas e obstáculos curtos, incluindo os 100 metros. Os campeonatos de área mais recentes podem ser contados no ranking, mesmo que não durante o período de qualificação.
Os CONs também podem usar sua vaga de universalidade – cada CON pode inscrever um atleta masculino independentemente do tempo, se não houver nenhum atleta masculino que atenda ao padrão de entrada a um evento de atletismo – nos 200 metros.

## Formato
O evento continua a usar o formato de três fases principais introduzido em 2012. São 7 baterias inciais, com os 3 primeiros colocados em cada bateria e os 3 melhores tempos no geral avançando para as semifinais. Foram 3 semifinais, com os 2 primeiros colocados em cada semifinal e os próximos 2 tempos gerais avançando para a final.

## Calendário
Horário local (UTC +9)
| 3 de agosto   | 3 de agosto | 4 de agosto |
| 11:05         | 20:50       | 21:55       |
| ------------- | ----------- | ----------- |
| Eliminatórias | Semifinais  | Final       |

## Medalhistas
| Ouro   | ITA Andre De Grasse  |
| Prata  | USA Kenneth Bednarek |
| Bronze | USA Noah Lyles       |

## Recordes
Antes desta competição estes eram os recordes olímpicos e mundiais da prova, além das melhores marcas por região:
| Tipo             | Atleta     | Tempo | Local  | Data                 |
| ---------------- | ---------- | ----- | ------ | -------------------- |
| Recorde mundial  | Usain Bolt | 19.19 | Berlim | 20 de agosto de 2009 |
| Recorde olímpico | Usain Bolt | 19.30 | Pequim | 20 de agosto de 2008 |

### Por região
| Área                               | Tempos | Vento | Atleta           | Nação     |
| ---------------------------------- | ------ | ----- | ---------------- | --------- |
| África                             | 19.68  | +0.4  | Frank Fredericks | Namíbia   |
| Ásia                               | 19.88  | +0.9  | Xie Zhenye       | China     |
| Europa                             | 19.72  | +1.8  | Pietro Mennea    | Itália    |
| América do Norte, Central e Caribe | 19.19  | −0.3  | Usain Bolt       | Jamaica   |
| Oceania                            | 20.06  | +0.9  | Peter Norman     | Austrália |
| América do Sul                     | 19.81  | −0.3  | Alonso Edward    | Panamá    |

Os seguintes recordes nacionais foram estabelecidos durante a competição:
| CON                  | Atleta             | Rodada     | Tempo | Notas |
| -------------------- | ------------------ | ---------- | ----- | ----- |
| República Dominicana | Yancarlos Martínez | Rodada 1   | 20.17 |       |
| Essuatíni            | Sibusiso Matsenjwa | Rodada 1   | 20.34 |       |
| Essuatíni            | Sibusiso Matsenjwa | Semifinais | 20.22 |       |
| Libéria              | Joseph Fahnbulleh  | Semifinais | 19.99 |       |
| Libéria              | Joseph Fahnbulleh  | Final      | 19.98 |       |
| Canadá               | Andre De Grasse    | Semifinais | 19.73 |       |
| Canadá               | Andre De Grasse    | Final      | 19.62 |       |

## Resultados

### Eliminatórias
Regras de qualificação: os 3 primeiros atletas em cada bateria (Q) e os próximos 3 tempos mais rápidos (q) avançam as semifinais.
Vento – Bateria 1: -0.3 m/s; Bateria 2: +0.9 m/s; Bateria 3: -0.6 m/s; Bateria 4: +0.6 m/s; Bateria 5: -0.7 m/s; Bateria 6: -0.4 m/s; Bateria 7: +0.4 m/s.

#### Bateria 1
| Pos. | Raia | Atleta              | CON               | Reação | Tempo | Notas |
| ---- | ---- | ------------------- | ----------------- | ------ | ----- | ----- |
| 1    | 7    | Rasheed Dwyer       | JAM Jamaica       | 0.163  | 20.31 | Q     |
| 2    | 8    | Divine Oduduru      | NGR Nigéria       | 0.129  | 20.36 | Q     |
| 3    | 4    | Anaso Jobodwana     | RSA África do Sul | 0.119  | 20.78 | Q     |
| 4    | 2    | Jorge Vides         | BRA Brasil        | 0.161  | 20.94 |       |
| 5    | 3    | Fodé Sissoko        | MLI Mali          | 0.167  | 21.00 |       |
| 6    | 5    | Shota Iizuka        | JPN Japão         | 0.148  | 21.02 |       |
| 7    | 6    | José Andrés Salazar | ESA El Salvador   | 0.145  | 21.66 |       |

#### Bateria 2
| Pos. | Raia | Atleta                 | CON                   | Reação | Tempo | Notas                |
| ---- | ---- | ---------------------- | --------------------- | ------ | ----- | -------------------- |
| 1    | 4    | Jereem Richards        | TTO Trinidad e Tobago | 0.187  | 20.52 | Q                    |
| 2    | 6    | Shaun Maswanganyi      | RSA África do Sul     | 0.142  | 20.58 | Q                    |
| 3    | 2    | Taymir Burnet          | NED Países Baixos     | 0.137  | 20.60 | Q,                   |
| 4    | 3    | Emmanuel Eseme         | CMR Camarões          | 0.160  | 20.65 |                      |
| 5    | 7    | Ján Volko              | SVK Eslováquia        | 0.160  | 21.21 |                      |
| 6    | 5    | Abdul Hakim Sani Brown | JPN Japão             | 0.149  | 21.41 | Recorde da temporada |
| —    | 9    | Jan Jirka              | CZE República Checa   | 0.150  | DSQ   | TR 17.3.1            |
| —    | 8    | Bernardo Baloyes       | COL Colômbia          |        | —     | DNS                  |

#### Bateria 3
| Pos. | Raia | Atleta                  | CON                   | Reação | Tempo | Notas                |
| ---- | ---- | ----------------------- | --------------------- | ------ | ----- | -------------------- |
| 1    | 5    | Femi Ogunode            | QAT Catar             | 0.154  | 20.37 | Q                    |
| 2    | 6    | Ramil Guliyev           | TUR Turquia           | 0.158  | 20.54 | Q                    |
| 3    | 2    | Andre De Grasse         | CAN Canadá            | 0.122  | 20.56 | Q                    |
| 4    | 3    | Kyle Greaux             | TTO Trinidad e Tobago | 0.149  | 20.77 |                      |
| 5    | 4    | Jun Yamashita           | JPN Japão             | 0.118  | 20.78 |                      |
| 6    | 8    | Aldemir da Silva Junior | BRA Brasil            | 0.160  | 20.84 | Recorde da temporada |

#### Bateria 4
| Pos. | Raia | Atleta                | CON                | Reação | Tempo   | Notas |
| ---- | ---- | --------------------- | ------------------ | ------ | ------- | ----- |
| 1    | 4    | Erriyon Knighton      | USA Estados Unidos | 0.173  | 20.55   | Q     |
| 2    | 8    | Alonso Edward         | PAN Panamá         | 0.185  | 20.60   | Q     |
| 3    | 5    | Robin Vanderbemden    | BEL Bélgica        | 0.142  | 20.70   | Q,    |
| 4    | 6    | Sydney Siame          | ZAM Zâmbia         | 0.171  | 21.01   |       |
| 5    | 2    | Gediminas Truskauskas | LTU Lituânia       | 0.140  | 21.02   |       |
| 6    | 3    | Steven Müller         | GER Alemanha       | 0.156  | 21.08   |       |
| 7    | 7    | Adam Gemili           | GBR Grã-Bretanha   | 0.180  | 1:58.58 |       |

#### Bateria 5
| Pos. | Raia | Atleta                      | CON         | Reação | Tempo | Notas                |
| ---- | ---- | --------------------------- | ----------- | ------ | ----- | -------------------- |
| 1    | 4    | Aaron Brown                 | CAN Canadá  | 0.157  | 20.38 | Q                    |
| 2    | 2    | Joseph Fahnbulleh           | LBR Libéria | 0.147  | 20.46 | Q                    |
| 3    | 6    | William Reais               | SUI Suíça   | 0.147  | 20.51 | Q                    |
| 4    | 7    | Serhiy Smelyk               | UKR Ucrânia | 0.144  | 20.53 | Recorde da temporada |
| 5    | 5    | Antonio Infantino           | ITA Itália  | 0.132  | 20.90 |                      |
| 6    | 3    | Lucas Vilar                 | BRA Brasil  | 0.171  | 21.31 |                      |
| 7    | 8    | Muhd Noor Firdaus Ar-Rasyid | BRU Brunei  | 0.174  | 21.83 | Recorde da temporada |

#### Bateria 6
| Pos. | Raia | Atleta                   | CON                      | Reação | Tempo | Notas                |
| ---- | ---- | ------------------------ | ------------------------ | ------ | ----- | -------------------- |
| 1    | 5    | Kenneth Bednarek         | USA Estados Unidos       | 0.184  | 20.01 | Q                    |
| 2    | 8    | Yancarlos Martínez       | DOM República Dominicana | 0.164  | 20.17 | Q,                   |
| 3    | 4    | Fausto Desalu            | ITA Itália               | 0.131  | 20.29 | Q,                   |
| 4    | 2    | Xie Zhenye               | CHN China                | 0.159  | 20.34 | q,                   |
| 5    | 3    | Nethaneel Mitchell-Blake | GBR Grã-Bretanha         | 0.163  | 20.56 | Recorde da temporada |
| 6    | 7    | Marcus Lawler            | IRL Irlanda              | 0.145  | 20.73 | Recorde da temporada |
|      | 6    | Emmanuel Matadi          | LBR Libéria              |        | —     | DNS                  |

#### Bateria 7
| Pos. | Raia | Atleta             | CON                | Reação | Tempo | Notas |
| ---- | ---- | ------------------ | ------------------ | ------ | ----- | ----- |
| 1    | 8    | Noah Lyles         | USA Estados Unidos | 0.171  | 20.18 | Q     |
| 2    | 9    | Sibusiso Matsenjwa | SWZ Essuatíni      | 0.172  | 20.34 | Q,    |
| 3    | 3    | Joseph Paul Amoah  | GHA Gana           | 0.171  | 20.35 | Q,    |
| 4    | 4    | Clarence Munyai    | RSA África do Sul  | 0.135  | 20.49 | q =   |
| 5    | 5    | Leon Reid          | IRL Irlanda        | 0.135  | 20.53 | q,    |
| 6    | 7    | Brendon Rodney     | CAN Canadá         | 0.150  | 20.60 |       |
| 7    | 6    | Julian Forte       | JAM Jamaica        | 0.152  | 20.65 |       |
| 8    | 2    | Noureddine Hadid   | LBN Líbano         | 0.157  | 21.12 |       |

### Semifinais
Regras de qualificação: os 2 primeiros atletas em cada bateria (Q) e os próximos 2 tempos mais rápidos (q) avançam a final.
Vento – Semifinal 1: -0.2 m/s; Semifinal 2: -0.4 m/s; Semifinal 3: +0.2 m/s.

#### Semifinal 1
| Pos. | Raia | Atleta            | CON                | Reação | Tempo | Notas                |
| ---- | ---- | ----------------- | ------------------ | ------ | ----- | -------------------- |
| 1    | 4    | Erriyon Knighton  | USA Estados Unidos | 0.172  | 20.02 | Q                    |
| 2    | 6    | Rasheed Dwyer     | JAM Jamaica        | 0.141  | 20.13 | Q,                   |
| 3    | 7    | Divine Oduduru    | NGR Nigéria        | 0.140  | 20.16 |                      |
| 4    | 9    | Joseph Paul Amoah | GHA Gana           | 0.168  | 20.27 | Recorde da temporada |
| 5    | 5    | Femi Ogunode      | QAT Catar          | 0.160  | 20.34 |                      |
| 6    | 8    | Fausto Desalu     | ITA Itália         | 0.149  | 20.43 |                      |
| 7    | 2    | Xie Zhenye        | CHN China          | 0.154  | 20.45 |                      |
| 8    | 3    | Anaso Jobodwana   | RSA África do Sul  | 0.151  | 20.88 |                      |

#### Semifinal 2
| Pos. | Raia | Atleta             | CON                      | Reação | Tempo | Notas                |
| ---- | ---- | ------------------ | ------------------------ | ------ | ----- | -------------------- |
| 1    | 7    | Aaron Brown        | CAN Canadá               | 0.151  | 19.99 | Q,                   |
| 2    | 6    | Joseph Fahnbulleh  | LBR Libéria              | 0.140  | 19.99 | Q,                   |
| 3    | 5    | Noah Lyles         | USA Estados Unidos       | 0.179  | 19.99 | q                    |
| 4    | 4    | Yancarlos Martínez | DOM República Dominicana | 0.141  | 20.24 |                      |
| 5    | 8    | William Reais      | SUI Suíça                | 0.149  | 20.44 | Recorde da temporada |
| 6    | 2    | Clarence Munyai    | RSA África do Sul        | 0.142  | 20.49 | Recorde da temporada |
| 7    | 3    | Robin Vanderbemden | BEL Bélgica              | 0.132  | 21.00 |                      |
|      | 9    | Alonso Edward      | PAN Panamá               | 0.147  | —     | DNF                  |

#### Semifinal 3
| Pos. | Raia | Atleta             | CON                   | Reação | Tempo | Notas                |
| ---- | ---- | ------------------ | --------------------- | ------ | ----- | -------------------- |
| 1    | 9    | Andre De Grasse    | CAN Canadá            | 0.139  | 19.73 | Q,                   |
| 2    | 6    | Kenneth Bednarek   | USA Estados Unidos    | 0.176  | 19.83 | Q                    |
| 3    | 5    | Jereem Richards    | TTO Trinidad e Tobago | 0.161  | 20.10 | q,                   |
| 4    | 8    | Shaun Maswanganyi  | RSA África do Sul     | 0.151  | 20.18 |                      |
| 5    | 7    | Sibusiso Matsenjwa | SWZ Essuatíni         | 0.158  | 20.22 | Recorde nacional     |
| 6    | 4    | Ramil Guliyev      | TUR Turquia           | 0.156  | 20.31 | Recorde da temporada |
| 7    | 3    | Leon Reid          | IRL Irlanda           | 0.139  | 20.54 |                      |
| 8    | 2    | Taymir Burnet      | NED Países Baixos     | 0.126  | 20.90 |                      |

### Final
A final foi disputada em 4 de agosto, às 21:55 locais.
Vento: -0.5 m/s.
| Pos.              | Raia | Atleta            | CON                   | Reação | Tempo | Notas                |
| ----------------- | ---- | ----------------- | --------------------- | ------ | ----- | -------------------- |
| Medalha de ouro   | 6    | Andre De Grasse   | CAN Canadá            | 0.135  | 19.62 | Recorde nacional     |
| Medalha de prata  | 7    | Kenneth Bednarek  | USA Estados Unidos    | 0.165  | 19.68 | Recorde pessoal      |
| Medalha de bronze | 3    | Noah Lyles        | USA Estados Unidos    | 0.151  | 19.74 | Recorde da temporada |
| 4                 | 5    | Erriyon Knighton  | USA Estados Unidos    | 0.159  | 19.93 |                      |
| 5                 | 8    | Joseph Fahnbulleh | LBR Libéria           | 0.141  | 19.98 | Recorde nacional     |
| 6                 | 4    | Aaron Brown       | CAN Canadá            | 0.157  | 20.20 |                      |
| 7                 | 9    | Rasheed Dwyer     | JAM Jamaica           | 0.148  | 20.21 |                      |
| 8                 | 2    | Jereem Richards   | TTO Trinidad e Tobago | 0.149  | 20.39 |                      |

Legenda
| Recorde mundial      | Recorde mundial (World record)               |                       | Recorde africano                      | Recorde africano (African) |                                           | Q | Classificado por posição (Qualified) |
| Recorde olímpico     | Recorde olímpico (Olympic record)            | Recorde da América    | Recorde da América (Americas)         | q                          | Classificado por melhor tempo (Qualified) |   |                                      |
| Melhor marca do ano  | Melhor marca do ano (World leading)          | Recorde asiático      | Recorde asiático (Asian)              | DNS                        | Não largou (Did not start)                |   |                                      |
| Recorde nacional     | Recorde nacional (National record)           | Recorde europeu       | Recorde europeu (European)            | DNF                        | Não terminou (Did not finish)             |   |                                      |
| Recorde pessoal      | Recorde pessoal do atleta (Personal best)    | Recorde da Oceania    | Recorde da Oceania (Oceania)          | DSQ / DQ                   | Desclassificado (Disqualified)            |   |                                      |
| Recorde da temporada | Recorde da temporada do atleta (Season best) | Recorde sul-americano | Recorde sul-americano (South America) | NM                         | Sem marca (No mark)                       |   |                                      |